# 野坂泰司
野坂 泰司（のさか やすじ、1950年 - ）は、日本の法学者。専門は憲法。学習院大学名誉教授。芦部信喜門下。東京都武蔵野市出身。

## 経歴
略歴は以下のとおり。
- 1975年 - 東京大学法学部第2類（公法コース）卒業
- 1975年 - 東京大学法学部助手
- 1980年 - 立教大学法学部専任講師
- 1982年 - 立教大学法学部助教授
- 1989年 - 立教大学法学部教授
- 1994年 - 学習院大学法学部教授
- 2004年 - 学習院大学大学院法務研究科教授（兼務、2007年より専任）
- 2021年 - 退職、学習院大学名誉教授

学習院大学在職時は、学長補佐、法学部長や専門職大学院法務研究科長、法人の評議員などを歴任した。

## 著作

### 単著
- 『憲法基本判例を読み直す』（有斐閣，2011年、第2版2019年）

### 訳書
- （ロナルド・ドウォーキン：著、木下毅・小林公：共訳）『権利論』（木鐸社，2003年）

### 共編著
- （戸松秀典）『憲法訴訟の現状分析』（有斐閣，2012年）

### 主要論文
- 「『司法審査と民主制』の一考察(1)‐(4)」国家学会雑誌（1982-1984年）
- 「憲法解釈における原意主義（上・下）」ジュリスト926・927号（1989年）
- 「公教育の宗教的中立性と信教の自由――神戸高専事件に即して」立教法学37号（1992年）
- 「憲法解釈の理論と課題」 公法研究66号（2004年）
- 「いわゆる目的効果基準について──政教分離原則違反の判断基準に関する一考察」『現代立憲主義の諸相（下巻）――高橋和之先生古稀記念』（有斐閣，2013年）

### 記念論文集
- （青井未帆、新井誠、尾形健、村山健太郎：編集）『現代憲法学の理論と課題――野坂泰司先生古稀記念』（信山社，2023年）